# Setge de Poznań
El Setge de Poznań fou una acció militar de la Gran Guerra del Nord, que començà el 14 d'octubre i durà fins al 2 de novembre de 1704

## Participants
L'exèrcit de setge dels saxons fou dirigit pel general Brandt i el Cos rus per Johann Reinhold De Patkul. La ciutat de Poznań estava defensada per l'Exèrcit suec sota el comandament superior del General Marderfeldt.

## Els prolegòmens del setge
La ciutat de Poznań fou conquerida l'any 1703 pels suecs. Els suecs deixaren diversos centenars d'homes com a guarnició de la plaça.
A començaments de 1704 gran part de l'exèrcit suec estava estacionat a la ciutat, des d'on emprengué una campanya contra saxons i russos. El rei de suecs volia deposar l'elector saxó com a rei de Polònia a qualsevol preu i substituir-lo pel seu propi candidat. L'exèrcit va marxar direcció Lviv, per prendre la ciutat i arrossegar els saxons a una batalla campal. Per aconseguir aquest objectiu es retiraren tropes de Polònia i Livònia, deixant Varsòvia i Poznań amb unes guarnicions debilitades.
A l'estiu acampà el general suec Maierfeld amb 400 homes d'infanteria, 2 canons i alguna cavalleria davant les portes de Poznań. El general von Schulenberg, planejà assaltar els suecs acampats davant les portes de poses i entrar a la ciutat. Els saxons tingueren, més o menys 600 bauxes i els suecs perderen, més o menys 300, homes entre morts i ferits.
Després que els saxons entressin amb èxit a Varsòvia i August el Fort consolidés de nou la seva reclamació del tron, marxaren cap a Poznań per prendre la ciutat.

## El setge
Al començament del setge la ciutat comptava amb una guarnició de 6.000 homes sota el comandament del general Marderfeldt. Després que el general saxó Brandt s'unís amb el cos rus a les ordres de Patkul, els assetjadors concentraren 34.000 homes entorn la ciutat. L'artilleria dels saxons i russos es posicionà sobre els turons prop de la ciutat i iniciant un foc continu.
Els russos concentraren el seu bombardeig al castell i a la porta de Breslauer. Aconseguiren obrir una primera bretxa als murs de la ciutat, tanmateix cada bretxa al mur era barrada a la nit pels suecs, amb terra i pedres, de manera que cap atac de la infanteria russo-saxona era inviable.
El 25 d'octubre els russos aconseguiren obrir una bretxa també al segon mur de ciutat. El 27 d'octubre els assetjadors van obrir foc sobre la porta de Wronker, i ja l'endemà hi havia una bretxa de 30 passes d'amplada. El 31 d'octubre tenia ja 80 passes d'amplada i s'havia esfondrat el segon mur. Els suecs enviaren diversos canons a la porta de Wronker per rebutjar el futur assalt. Els canons es carregaren amb metralla per infligir el màxim de baixes als assaltants.
Els assetjadors disparaven a més a més bales roges i calaren foc a la ciutat. Tots els habitants s'equiparen amb ganxos i aigua per a sufocar les flames. Als jueus de la ciutat se'ls havia assignat la tasca d'apagar les bales roges. Els habitants alemanys foren armats i tenien la missió de defensar la ciutat en cas d'assalt.
Durant el setge Johann Patkul comminà als comandants de la guarnició a capitular, però el missatger tornà sense resposta pel general Patkul. El comandant suec no considerava Patkul un igual, perquè havia caigut en desgràcia a ulls dels suecs pel seu comportament i, per tant, la negociació amb ell no era acceptable.
Després de tres setmanes de setge començaren a escassejar els queviures. El comandant dels defensors ordenà matar 300 cavalls de la cavalleria sueca.
Les notícies sobre l'aproximació del rei de Suècia a Lviv, així com la retirada d'August el Fort de Varsòvia, feren que els assetjants iniciessin una retirada ordenada el 2 d'octubre. Aquest va tenir lloc de nit i els suecs l'endemà al matí sortiren a perseguir els saxons en retirada.

## Pèrdues
Es desconeix el nombre de baixes de russos i saxons.
Les pèrdues dels suecs foren baixes, només 11 morts i 28 ferits, tot i haver caigut sobre la ciutat en 3 setmanes 9.715 projectils de 14 a 27 lliures.

## Les conseqüències
L'exèrcit saxó fugí en direcció a les seves bases. En el camí a Saxònia s'uniren amb l'exèrcit de von Schulenberg. També el cos rus retirà perseguit per les unitats sueques i lliurà petites escaramusses amb els seus perseguidors.
El 6 de novembre arribà a Poznań Carles XII que lloà el comandant de la ciutat per l'eficaç defensa que va portar a terme.